# Viséi
A viséi a kora karbon földtörténeti kor három korszaka közül a második, amely 346,7 ± 0,4 millió évvel ezelőtt (mya) kezdődött a tournaisi korszak után, és 330,9 ± 0,2 mya zárult a szerpuhovi korszak előtt.